# Dżaubar
Dżaubar (arab. جوبر) – miejscowość w Syrii, w muhafazie Hims. W 2004 roku liczyła 4242 mieszkańców.